# Terceiro Comando Puro
Terceiro Comando Puro, conhecido também pela sigla TCP, é uma organização criminosa carioca, surgida no Rio de Janeiro, a partir de uma dissidência do Terceiro Comando, liderada pelos traficantes Facão e Robinho Pinga. Atualmente, é a segunda maior facção do Rio de Janeiro.
A facção mantém sua atuação contra o Comando Vermelho fora do Rio, como no Ceará, na Bahia e em Vitória.

## História
A facção tem seus primórdios no extinto Terceiro Comando, atuante na década de 80 e 90. Alguns líderes do TC naquela época eram os criminosos Zacarias Gonçalves, o Zaca Jorge Zambi, o Pianinho, Pitoco da Vila Aliança, Robertinho de Lucas, Adilson Balbino, dentre outros.
Em 1998, o Terceiro Comando (TC) aliou-se a facção recém-criada Amigos dos Amigos (ADA), ampliando seus domínios.
Por volta de 2002, a facção surgiu a partir de uma dissidência do TC, chegando a coexistir com esta última e o ADA.
Após 11 de setembro de 2002, quando Luiz Fernando da Costa, o Fernandinho Beira-Mar, liderou uma revolta no presídio Bangu I, matando alguns rivais, entre eles Uê, um dos líderes da união TC/ADA. Celsinho da Vila Vintém, da facção Amigos dos Amigos (ADA), que não foi morto durante a rebelião, foi acusado de traição, o que gerou o rompimento definitivo da aliança com o ADA. Assim, os traficantes do quase extinto TC pularam para o TCP e outros para o ADA. Foi nessa cisão que os integrantes da facção decidiram colocar o P de Puro na sigla da facção, realçando que os que continuaram no Terceiro Comando eram criminosos Puros e 'sem mistura'.
Após a morte de Robinho no final de 2007, quem se tornou o primeiro homem na hierarquia de Senador Camará foi o traficante Marcio José Sabino, mais conhecido como Matemático, que assumiu o controle de seus postos de venda de droga até ser morto em uma emboscada policial em maio de 2012.

## Complexo de Israel
Parte das lideranças do TCP fundaram o Complexo de Israel, um conjunto de favelas formada pelas comunidades de Parada de Lucas, Cidade Alta, Vigário Geral, Pica-Pau e Cinco Bocas. Nas regiões comandadas pelo traficante Álvaro Malaquias Santa Rosa, vulgo Peixão, foram erguidas bandeiras de Israel e estampadas estrelas de Davi nos muros, símbolo maior do judaísmo, em diversos pontos.

## Hierarquia
Ao contrário da sua arquirrival, o Comando Vermelho, a facção Terceiro Comando Puro tem uma hierarquia descentralizada. Cada 'dono' de comunidade só responde por ela, sem receber interferências de outros líderes da cúpula da facção. O Terceiro Comando Puro não tem uma hierarquia definida e nem um alto conselho para decisões da facção, cada dono mantém seu poder na própria comunidade ou naquela comunidade em que ele ajudou a 'tomar'.
No cenário de guerra, cada dono cede homens ou armamentos para a empreitada criminosa. No fim da guerra, cada dono vai ter sua 'fatia' naquela comunidade caso a facção tenha êxito na empreitada criminosa.
Os principais líderes da facção eram e são os seguintes criminosos:

#### Robson André da Silva,Robinho Pinga(†)
Chefe do tráfico de drogas no bairro de Senador Camará, na Zona Oeste do Rio. Era considerado o 'dono' do Complexo da Coréia e de outras comunidades da Zona Oeste. Morreu em 2007 em decorrência de um câncer cerebral.

#### Márcio José Sabino Pereira,MatemáticoouBatgol(†)
Era considerado o braço direito de Robinho Pinga e assumiu os pontos comandados por Robinho após sua morte. Márcio foi morto em 2012 em uma operação da Polícia Civil no seu próprio reduto. Ele foi atingido por policiais que estavam em um helicóptero.

#### Nei da Conceição Cruz,Facão
Também considerado um dos líderes do TCP, foi um dos pilares da facção no inicio. É nascido no Acari mas teve seu império criminoso no Complexo da Maré, onde na época foi considerado chefe do tráfico na Baixa do Sapateiro. Esteve preso em Bangu de 2009, quando foi preso no Guarujá (SP), a 2023, quando recebeu liberdade condicional; em 2019 entrou no regime semi-aberto. Facão foi condenado a mais de 26 anos de prisão. Era considerado líder de um bonde criminoso chamado 'Firma Forte do Facão'.

#### Rubens Ricardo da Silva,Rubinho do Aço
Considerado também um dos fundadores da facção, tinha sua atuação na comunidade do Aço, na Zona Oeste. É traficante do extinto Terceiro Comando, antecessor do TCP na década de 80. Foi preso em 2021 na Maré, depois de deixar a cadeia em 2019 por conta de um erro judicial, mesmo tendo que cumprir mais de 30 anos de prisão. Rubinho foi condenado a 64 anos de prisão.

#### José Roberto da Silva Filho,Robertinho de Lucas(†)
Era um traficante e sequestrador que atuou na década de 80 e 90 na comunidade de Parada de Lucas, na Zona Norte do Rio. Era considerado o chefe do tráfico na comunidade. Foi sequestrado e morto em 2005, em Engenho Grande, em Saquarema, na região dos Lagos. O filho, Rômulo Oliveira da Silva, o Furacão, assumiu a favela comandada pelo pai.

#### Marcelo Santos das Dores,Menor P
Chefe do tráfico na Maré. Preso em 2014, passou por presídios federais de segurança máxima fora do Rio até 2020. Atualmente, cumpre pena em Bangu 4, no Complexo de Gericinó.

#### Rafael Alves,Peixe
Chefe do tráfico na Vila Aliança. Preso em 2014 na Barra da Tijuca, estava em prisão domiciliar desde 2020 — por ser portador de anemia falciforme —, quando rompeu a tornozeleira eletrônica e fugiu. O criminoso estava foragido até ser preso durante operação da Delegacia de Repressão a Entorpecentes (DRE), da Coordenadoria de Recursos Especiais (CORE) e do 14º BPM de Bangu, depois de intenso confronto dentro da comunidade.

#### Álvaro Malaquias Santa Rosa,Peixão
Chefe do tráfico no Complexo de Israel.

#### Bruno da Silva Loureiro,Coronel
Chefe do tráfico na Favela do Muquiço. Preso em 2015 durante operação do BOPE, foi solto em 2017 pela Justiça e atualmente encontra-se foragido. Foi acusado pela família da jovem Sther Barroso dos Santos, de 22 anos, de matá-la após a vítima se recusar a sair de um baile funk com ele no morro da Coreia, em Guadalupe, na Zona Oeste do Rio de Janeiro em 17 de agosto de 2025.

#### Michael de Souza Malveira,MangolêouBill
Chefe do tráfico no Complexo da Maré. Preso em 2012 durante confronto com a polícia na Linha Amarela, foi solto em 2019 devido à superlotação do Complexo de Gericinó. O criminoso tinha pena prevista até 2032.

#### Thiago da Silva Folly,TH(†)
Chefe do tráfico no Complexo da Maré. Foi acusado de matar um cabo do Exército em 2014, um militar da Força Nacional durante as Olimpíadas de 2016 e dois agentes do BOPE em 2024. O criminoso tinha 16 mandados de prisão em aberto e estava escondido na comunidade do Timbau. Thiago foi morto em maio de 2025 durante operação do BOPE.

#### Fernando Gomes de Freitas,Fernandinho Guarabu(†)
Chefe do tráfico no Morro do Dendê, na Ilha do Governador durante 15 anos. Fernandinho Guarabu foi morto em 2019, após emboscada da Polícia Militar.